# جوستاين غوندرسن
جوستاين غوندرسن (بالنرويجية البوكمول: Jostein Gundersen)‏ هو لاعب كرة قدم نرويجي، ولد في 2 أبريل 1996 في النرويج. لعب مع ترومسو إيدريتسلاغ.

## وصلات خارجية
- جوستاين غوندرسن على موقع اتحاد النرويج (النرويجية)
- جوستاين غوندرسن على موقع قاعدة بيانات كرة القدم.إي يو (الإنجليزية)
- جوستاين غوندرسن على موقع Soccerway.com (الإنجليزية)